# 早大通り

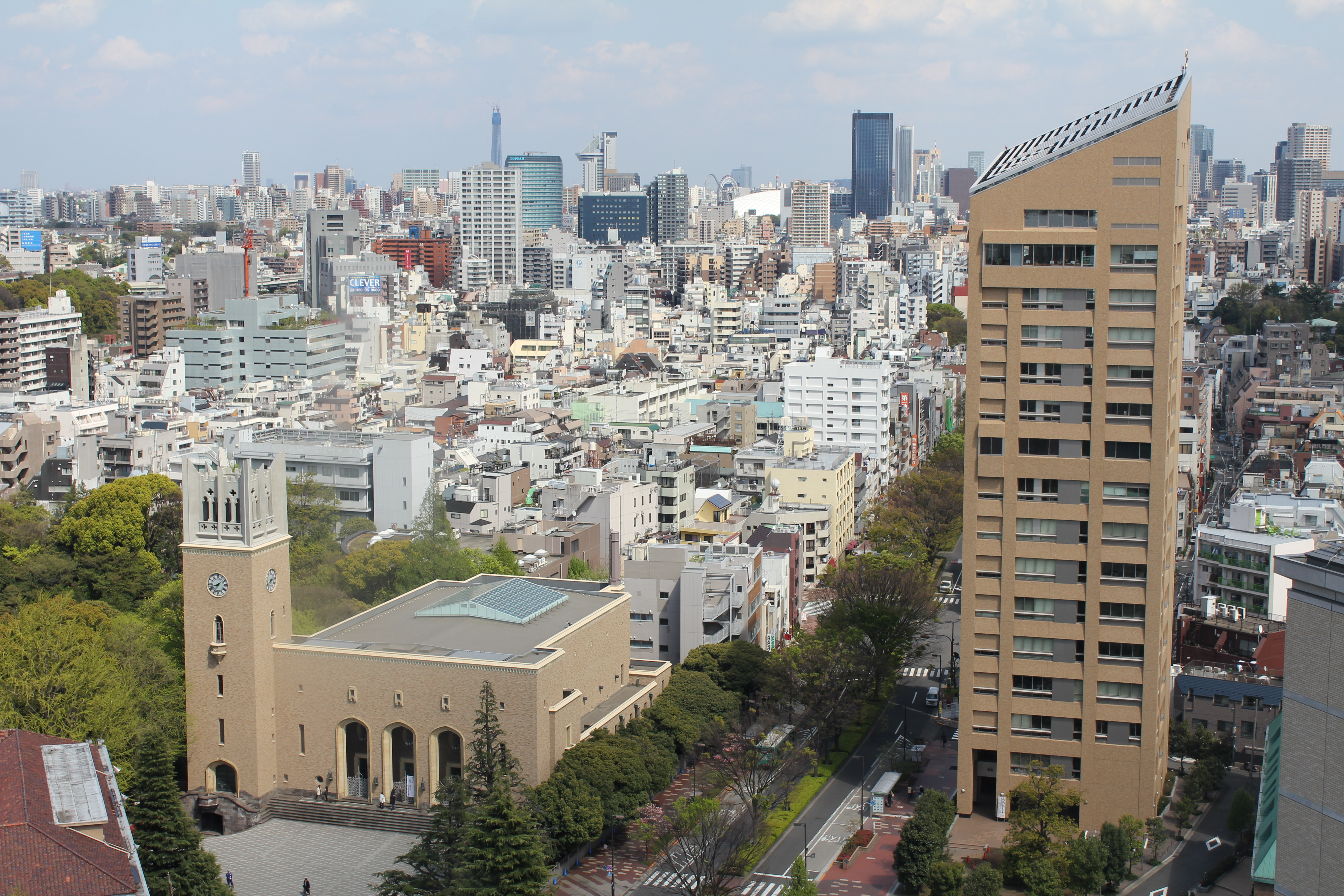
早大通り

早大通り（そうだいどおり）は、新宿区北東部にある道路。

## 起点・終点
- 起点 山吹町交差点（東京都新宿区山吹町）

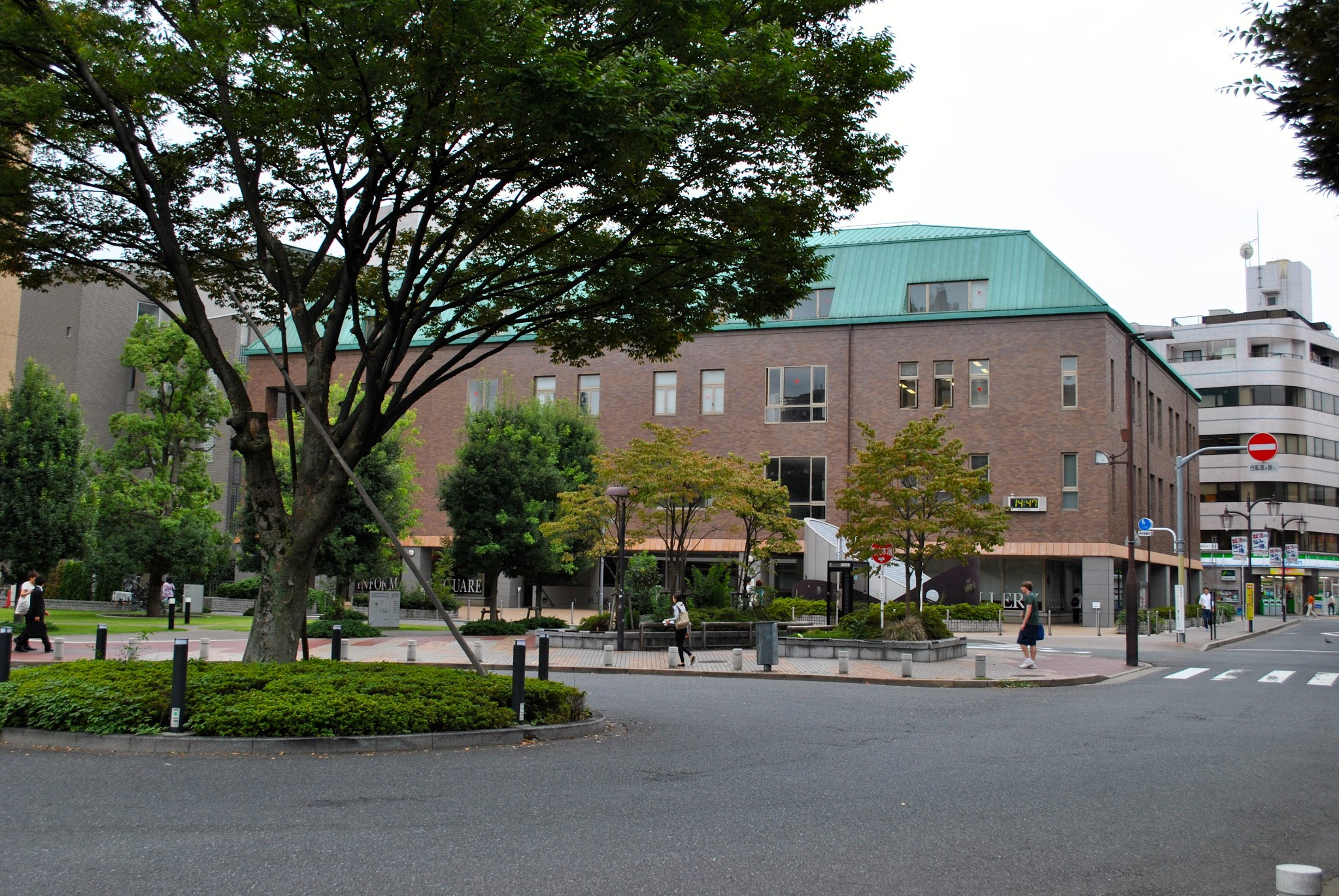
小野梓記念館（早大通り終点付近）

- 終点 早大正門前 （東京都新宿区戸塚町一丁目）

## 交差する道路・鉄道
山吹町交差点江戸川橋通り

　　|

早稲田鶴巻町東交差点 外苑東通り

全長約940メートル。全線新宿区内を通っている。

## 名前の由来
終点にある早稲田大学に由来する。「早大」は早稲田大学の略称であるが、通りの正式名称は「早大通り」で「早稲田大学通り」ではない。

## 道路の特徴
- 道路は片側二車線。中央分離帯はケヤキ並木となっている。
- 山吹町交差点より早稲田鶴巻町東交差点までの区間を白61系統の都営バスが走っている。

## 通過する地域
- 戸塚町
- 早稲田鶴巻町
- 山吹町

いずれも新宿区に属する。

## 主な沿道施設
- 東京都立新宿山吹高等学校
- ドラード和世陀